# تیگن کرافت
تیگِن کرافت (به انگلیسی: Teagan Croft) (زادهٔ ۲۳ آوریل ۲۰۰۴)، یک هنرپیشه استرالیایی است. از فیلم‌هایی که وی در آن نقش داشته می‌توان به مجموعه تلویزیونی استرالیایی خانه و دوری، و ایفای نقش شخصیت ریون شرکت دی‌سی کامیکس در مجموعه تلویزیونی تایتان‌ها اشاره کرد.
او حرفه بازیگری را با ایفای بخشی از نقش اسکات فینچ در اقتباس تئاتری رمان کشتن مرغ مقلد در سن نه سالگی آغاز کرد.

## زندگی خصوصی
کرافت دارای دو خواهر به نام‌های سیج و اوبری است. او همچنین آهنگ‌های خود را می‌نویسد و خوانندهٔ مشتاق کتاب است. او در سال ۲۰۱۶ به شیکاگو، ایلینویز نقل مکان کرد.